# Julia Grosso
Julia Angela Grosso (Vancouver, 29 de agosto de 2000) é uma futebolista canadense que atua como meio-campista. Atualmente joga pela Juventus.

## Carreira
Grosso estudou no Burnaby Central Secondary, onde jogou com o Whitecaps FC Girls Elite Rex. Assinou com o TSS FC Rovers da Women's Premier Soccer League para a temporada de 2018. Ela marcou o pênalti vencedor da medalha de ouro nas Olimpíadas de Tóquio de 2020.

## Títulos
Juventus
- Supercoppa Italiana: 2021

Canadá
- Jogos Olímpicos: 2020 (medalha de ouro)